# Żegluga Gdańska

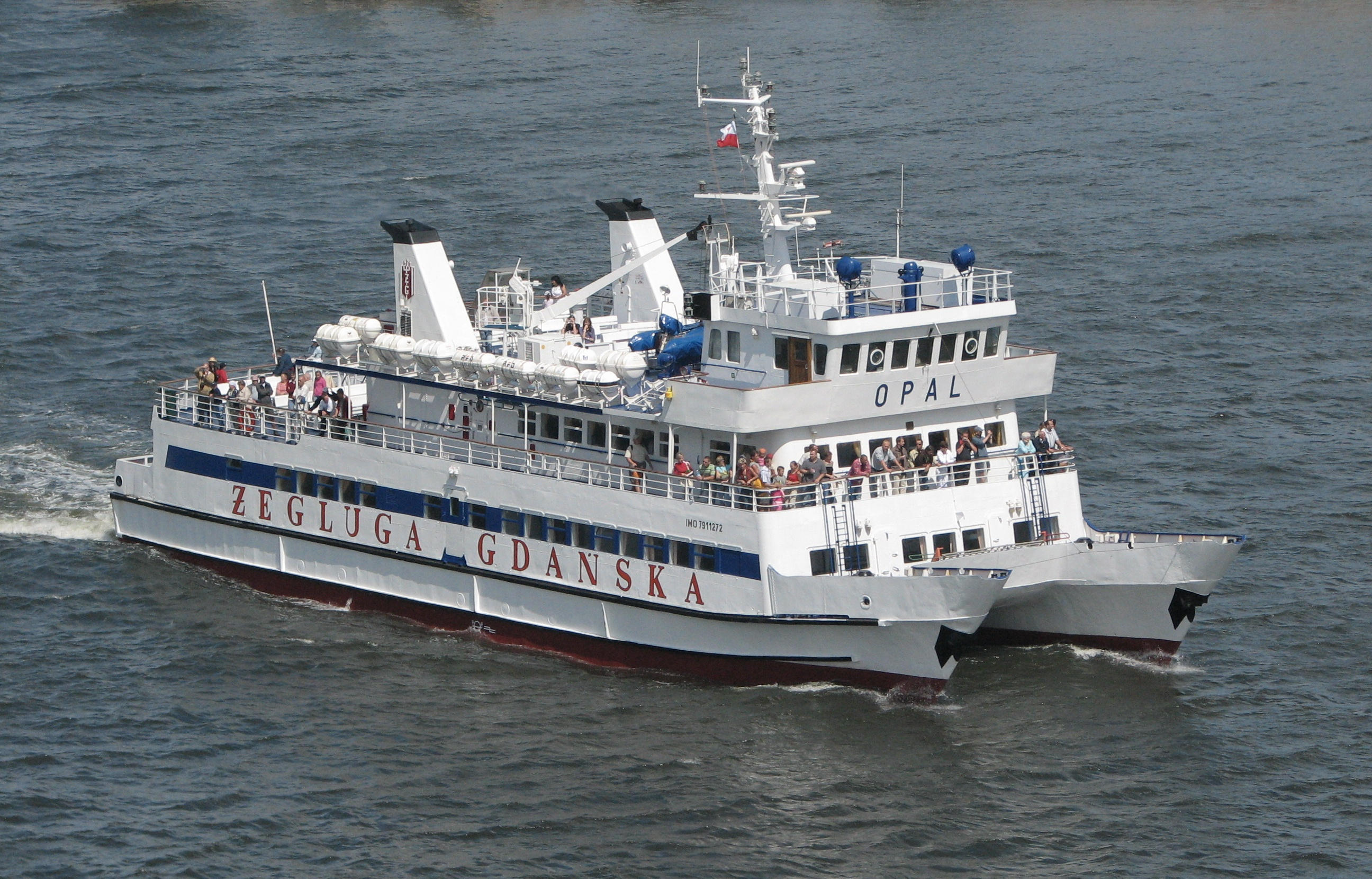
Katamaran Żeglugi Gdańskiej - Opal

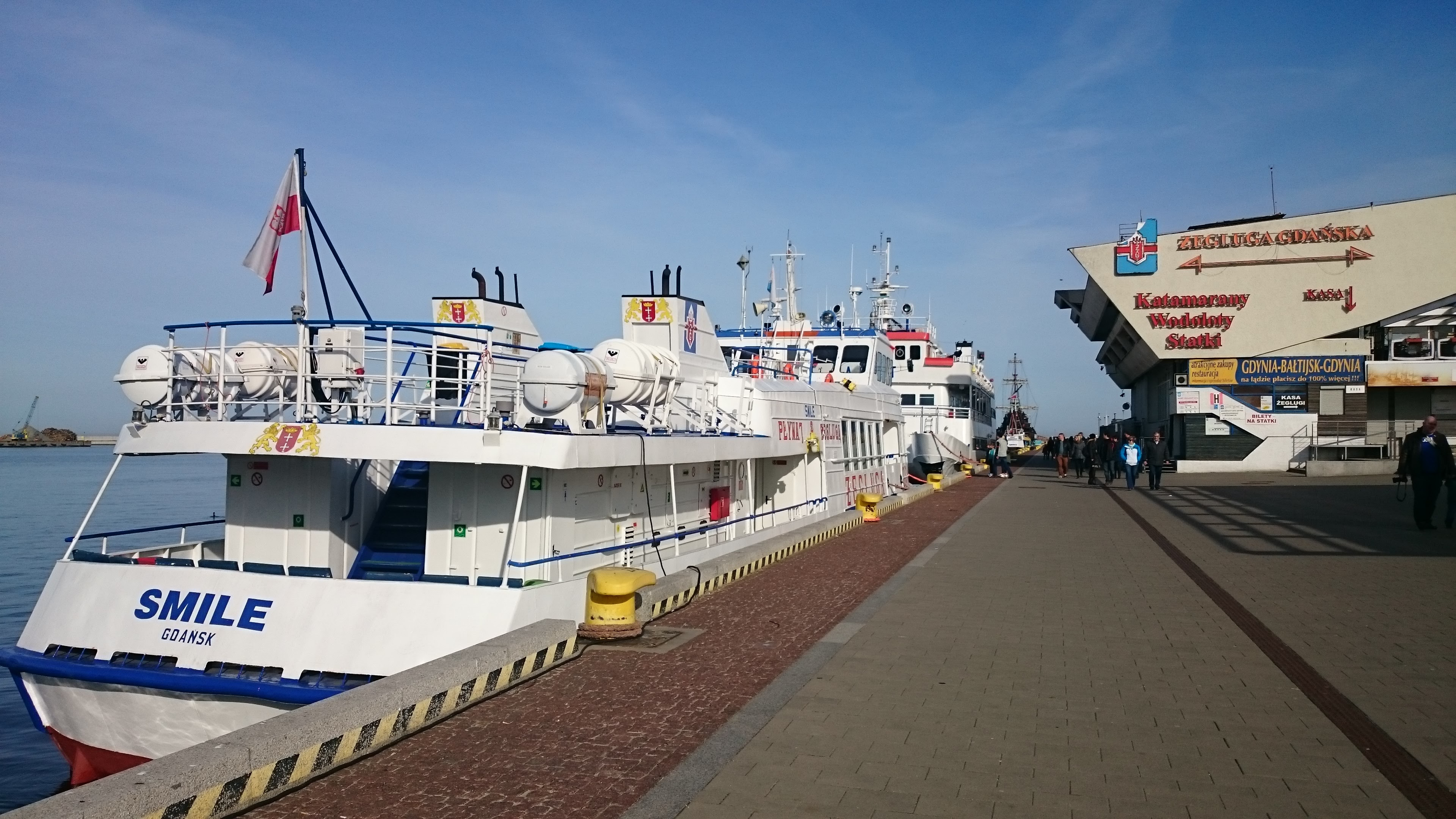
MV Smile przy przystani Żeglugi w Gdyni

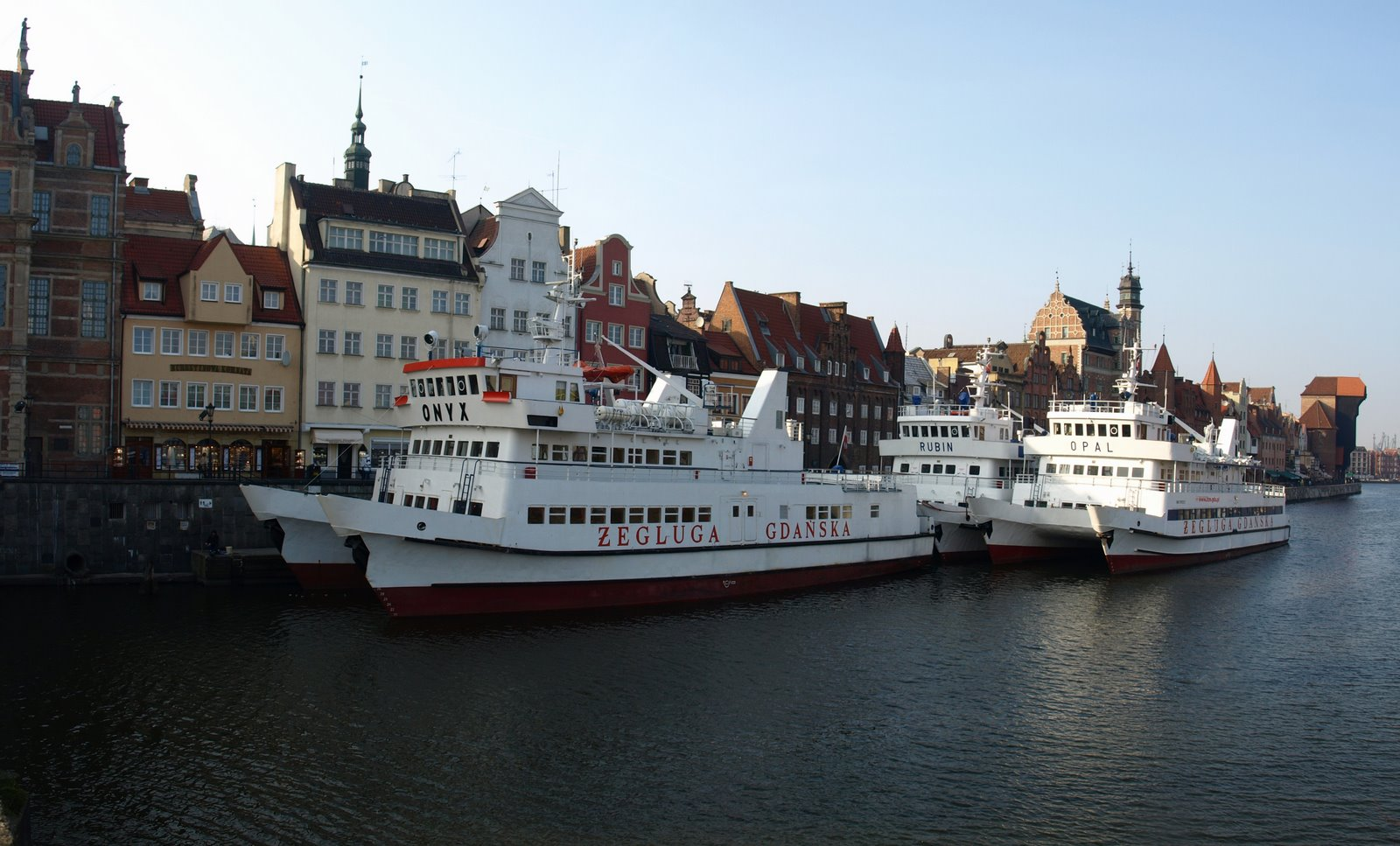
Katamarany Żeglugi Gdańskiej na Motławie.

Żegluga Gdańska – firma przewozowa w żegludze przybrzeżnej z Gdańska. Jako prywatna spółka powstała w 2001 roku.
Żegluga Gdańska organizuje całoroczne rejsy wolnocłowe z Gdyni do Bałtijska, a także krajowe rejsy z Gdyni i Gdańska do Sopotu, na Hel, wycieczki po portach w Gdyni i w Gdańsku, po Zatoce Gdańskiej. Firma obsługuje również połączenia gdańskiego i gdyńskiego tramwaju wodnego oraz nowo powstałe linie tramwaju wodnego F5 i F6.  

## Tabor
W 2013 r. Żegluga Gdańska dysponowała jednostkami (w nawiasach maksymalne zdolności przewozowe):
- Statki pasażerskie:
  - katamarany typu KP-2:
    - Rubin (450 osób)
    - Agat (450 osób)
    - Onyx (450 osób)
    - Opal (450 osób)

  - typ SPJD:
    - Elżbieta (225 osób)
    - Danuta (275 osób)
    - Małgorzata (225 osób)
    - Anita (270 osób)

  - typ Sz-390R:
    - Ewa (207 osób)

  - typ Moskwa:
    - Marina (200 osób)

  - typ Moskowskij
    - Smiltyne (179 osób)
    - Smile (140 osób)

  - typ Fontanka:
    - Sonica (40 osób)
    - Sonica I (40 osób)

- Wodoloty:
  - h/f Merlin (94 osoby)
  - h/f Merlin 2 (94 osoby)
  - h/f Polesie 9 (46 osób)
  - h/f Polesie 12 (46 osób)

- Statki towarowe:
  - Tollund

- Przystań pływająca "Malborka"

- Holownik "Jędrek II"

## Historia
W 1946 roku powstała "Żegluga Gdańska" Trakcja Wodna Międzykomunalnych Zakładów Komunikacyjnych Gdańsk-Gdynia (MZKGG), której założycielem i dyrektorem został inż. Janusz Minta. Posiadała ona kilkanaście jednostek, przeważnie niewielkich. W marcu 1949 "Żegluga Gdańska" MZKGG uległa likwidacji i 1 kwietnia 1949 jej tabor został przejęty przez nowo utworzone przedsiębiorstwo państwowe Żegluga Przybrzeżna w Gdańsku. 1 stycznia 1953 roku zlikwidowano dwa odrębne przedsiębiorstwa żeglugowe w Gdańsku i Szczecinie, tworząc przedsiębiorstwo państwowe Polska Żegluga Przybrzeżna z siedzibą w Gdańsku. Z dniem 1 stycznia 1956 roku natomiast podporządkowano na krótko żeglugę przybrzeżną żegludze śródlądowej, przekazując gdańskie statki przedsiębiorstwu państwowemu Bydgoska Żegluga na Wiśle w Bydgoszczy, które powołało w Gdańsku Ekspozyturę Rejonową Gdańsk-Gdynia (szczecińskie statki podporządkowano natomiast Żegludze na Odrze). W końcu 1 stycznia 1957 rozpoczęło  działalność przedsiębiorstwo państwowe Żegluga Gdańska w Gdańsku, które przejęło majątek ekspozytury w Gdańsku.
Obecnie istniejąca spółka Żegluga Gdańska Sp. z o.o. została powołana w 2000 roku i zarejestrowana 27 kwietnia 2001; jej wspólnikami są Jerzy Latała i Anna Latała i nie jest ona następcą w sensie prawnym poprzednio istniejących przedsiębiorstw.
Z powodu pandemii koronawirusa COVID-19, w 2020 sezon żeglugowy rozpoczęto dopiero 19 maja 2020.